# Zerkaa
Joshua Bradley (født d. 4 september 1992), bedre kendt under onlinenavnet Zerkaa, er en britisk youtuber og Twitch-streamer, som er mest kendt for at være medlem af YouTube-gruppen The Sidemen.

## Karriere
Bradley oprettede sin første YouTube-kanal i 2009, med navnet Zerkaa. I starten uploadede han hovedsageligt videoer omkring spillende FIFA og Call of Duty.
I oktober 2013 dannede Zerkaa sammen med 5 andre en YouTube-gruppe ved navn The Ultimate Sidemen, hvilke var baseret om at lave videoer om spillet Grand Theft Auto 5 sammen. Gruppen udviklede sig senere til bare The Sidemen.
Bradley har i dag flere YouTube-kanaler, og har sit eget tøjmærke ved navn ZRK.